# Toni Negri
Antonio »Toni« Negri, italijanski marksistični sociolog in politični filozof, * 1. avgust, 1933, Padova, Italija - 16. december 2023, Pariz. 
Najbolj je poznan po svojem soavtorstvu dela Imperij, prav tako pa tudi po svojem delu na področju raziskovanja nizozemskega filozofa Barucha Spinoze. 
Rojen v Padovi je kasneje postal profesor filozofije na tamkajšnji univerzi. Leta 1969 je ustanovil "Potere Operaio" (Moč delavcev). Bil je eden izmed vodilnih članov "Avtonomie Operaie" (Organizirana delavska avtonomija). Kot eden izmed najbolj popularnih teoretikov avtonomizma, je avtor številnih vplivnih knjig in spodbuja k revolucionarni angažiranosti delavstva. 
V poznih sedemdesetih letih dvajsetega stoletja je bil obtožen sodelovanja pri organizaciji levičarske urbane gverilske organizacije Rdeče brigade in vpletenosti v ugrabitev Alda Mora, maja 1978. Zvočni posnetki, ki so bili predloženi kot dokaz, so odprli vprašanje, ali je bil Negri klicatelj, ki je s strani Rdečih brigad poklical družino Alda Mora, vendar sodišče ni imelo zadostnih dokazov, da bi bil klicatelj res Negri. Po koncu postopkov je bil obtožen številnih prekrškov, med drugim tudi upora proti državi (kar je bilo kasneje iz obtožnice umaknjeno) in vpletenosti v dva umora. Negri je zbežal v Francijo, kjer ga je zaščitil francoski predsednik Mitterrand, ki je smatral italijanske protiteroristične zakone za pretirane in nedemokratične. Leta 1997 je po pogajanju s tožilstvom zmanjšal svojo zaporno kazen iz trideset na trinajst let in se nato vrnil v Italijo, da bi prestal še preostali del zaporne kazni. Večina njegovih najvplivnejših knjig je bila objavljenih v času služenja kazni. Danes živi v Benetkah in Parizu s svojo partnerko, francosko filozofinjo Judith Revel.

## Zgodnje življenje
Antonio Negri je bil rojen leta 1933 v Padovi. Ko je bil star dve leti mu je umrl oče, ki je bil aktiven komunist. Zaradi njega je bil Negri že v mladosti seznanjen z osnovnimi načeli marksizma. Kot aktivist je začel v petdesetih letih dvajsetega stoletja s katoliško levičarsko mladinsko organizacijo Gioventú Italiana di Azione Cattolica (GIAC). Med delom v kibucu v Izraelu v letih 1953-54 je postal komunist. Kibuc je deloval po idejah sionističnega socializma, velika večina Judov v kibucu pa je bila članov izraeske komunistične partije Maki. Leta 1956 se je pridružil italijanski socialistični stranki PSI in ostal član do leta 1963, istočasno pa je postajal vedno bolj aktiven v marksističnih gibanjih. 
Po kratki akademski karieri na Univerzi v Padovi je že zelo mlad dosegel status rednega profesorja na področju teorije države (dottrina dello Stato). 
V zgodnjih šestdesetih letih dvajsetega stoletja se je Negri pridružil uredniški skupini časopisa Quaderni Rossi, ki je predstavljal intelektualni preporod marksizma izven območja delovanja komunistične stranke. Leta 1969 je skupaj z Orestem Scalzonejem in Francom Piperno ustanovil skupino "Potere Operaio" (Moč delavcev) in delavsko komunistično gibanje "Operaismo". Potere Operaio je bila razpuščena leta 1973 in omogočila razvoj gibanja "Avtonomia Operaia Organizzata" (Organizirana delavska avtonomija).

## Aretacija in beg
16. marca 1978 so Rdeče brigade ugrabile predhodnega italijanskega ministrskega predsednika in vodjo italijanske Krščanske demokracije (CD) Alda Mora. Njegovih pet telesnih stražarjev je bilo umorjenih na mestu ugrabitve na rimski Via Fani. Petinštirideset dni po ugrabitvi so člani Rdečih brigad preko telefona kontaktirali njegovo družino, da bi Morojevo ženo obvestili o moževi bližnji neizogibni smrti. Devet dni kasneje je bilo njegovo truplo, ustreljeno v glavo, odkrito ob eni izmed mestnih stez. Telefonski pogovor med Morojevo ženo in ugrabitelji je bil posnet in predvajan po televiziji. Večja količina Negrijevih znancev je prepoznala njegov glas in potrdila, da gre zanj. To dejstvo je bilo kasneje ovrženo, saj je sedaj znano, da je glas pripadal Valeriju Morucciju. 
7. aprila 1979 je bil Antonio Negri pri šestinštiridesetih letih aretiran zaradi svoje vloge v avtonomskem gibanju skupaj z drugimi aretiranci, ki so bili: Emilio Vesce, Lucciano Ferrari Bravo, Mario Dalmaviva, Lauso Zagato, Oreste Scalzone, Pino Nicotri, Alisa del Re, Carmela Dirocco, Massimo Tramonti, Sadro Serafini, Guido Bianchini in drugi. Padovski javni tožilec Pietro Calogero je obtožil vse prej naštete posameznike levičarskega terorizma v Italiji. Negri je bil obtožen več kaznivih dejanj, med drugim tudi vodstva Rdečih brigad, organizacije ugrabitve in umora predsednika krščanske demokratične stranke Alda Mora ter poskusa preureditve vlade. V tem obdobju je bil Negri profesor političnih znanosti na Padovski univerzi in predavatelj na pariški prestižni fakulteti École Normale Supérieure. Italijanska javnost je bila šokirana nad vpletenostjo akademika v takšne dogodke.
Leto pozneje je bil Negri oproščen obtožbe ugrabitve Alda Mora po tem, ko je eden izmed vodij Rdečih brigad po odločitvi, da bo sodeloval s tožilstvom, pričal, da Negri ni imel nobene povezave z Rdečimi brigadami. Obtožbe oborožene vstaje proti državi je bil oproščen v zadnjem trenutku sojenja in zaradi tega ni bil obsojen na doživljenjski zapor, kot je bilo predlagano s strani tožilstva. V zapor je bil poslan za trideset let, ker je bil pobudnik umora političnega aktivista Carla Saronia in ker je imel povezavo z umorom policista Andree Lombardinia, ki je bil ubit med ponesrečenim bančnim ropom.
Njegovi filozofski kolegi niso videli spornosti v Negrijevi aktivnosti. Francoski filozof Michel Foucault se je na Negrijevo kazen odzval z vprašanjem, ali je Negri v zaporu le zaradi tega, ker je intelektualec. Francoska filozofa Felix Guattari in Gilles Deleuze sta novembra 1977 podpisala Poziv francoskih intelektualcev proti represiji v Italiji (L'Appel des intellectuels français contre la répression en Italie), kot protest proti kaznovanju Negrija in italijanskim protiterorističnim zakonom. 
Štiri leta po Negrijevi aretaciji, ko je bil Negri v zaporu, je bil na volitvah 1983 izvoljen v italijansko zakonodajno telo kot član Radikalne stranke (Partito Radicale, PR). Z uporabo poslanske imunitete je bil začasno izpuščen iz zapora in je svojo svobodo izkoristil za pobeg v Francijo. Tam je ostal štirinajst let, zaščiten pred izročitvijo zaradi Mitterrandove doktrine. V vmesnem času se je ukvarjal s pisanjem in učenjem. Njegovo zavračanje prošenj, da bi se vrnil v Italijo na sojenje, je bilo obširno kritizirano s strani italijanskih medijev in italijanske Radikalne stranke, ki je predhodno podpirala njegovo izvolitev v parlamentu. 
V Franciji je Negri začel z učenjem na Univerzi Pariz 8 in Collège international de philosophie, ki jo je ustanovil Jacques Derrida. Kljub temu, da so mu pogoji za njegovo bivanje v Franciji preprečevali udeleževanje v političnih aktivnostih, je bil vseeno zelo aktiven v skupnosti levičarskih intelektualcev. Leta 1990 je Negri skupaj z Jean-Marie Vincentom in Denisom Bergerjem ustanovil časopis Futur Antérieur. Časopis je nehal izhajati osemindevetdesetega leta, vendar je bil prenovljen leta 2000, z Negrijem kot članom mednarodnega uredniškega odbora. 
Leta 1997 je po pogajanju s tožilcem svojo zaporno kazen znižal iz trideset na trinajst let. Negri se je nato vrnil v Italijo, da bi dokončal svojo zaporno kazen. Spomladi leta 2003 je bil izpuščen iz zapora, večino svojih najbolj vplivnih del pa je napisal v času svoje zaporne kazni. 
V poznih osemdesetih letih je italijanski predsednik Francesco Cossiga opisal Antonia Negrija kot psihopata, ki je zastrupil um celotne generacije italijanske mladine.

## Politična miselnost in pisanje
Danes je Antonio Negri eden izmed najbolj priznanih soustvarjalcev kontroverzne marksistično usmerjene razprave Imperij, ki jo je ustvaril skupaj z Michaelom Hardtom.
Leta 2009 je Negri končal s pisanjem knjige Commonwealth (Skupnost narodov), zadnje v trilogiji, ki se je začela leta ob prelomu tisočletja z Imperijem in se štiri leta pozneje nadaljevala z delom Multitude. Od takrat naprej je napisal več znanih člankov na temo arabske pomladi in gibanj Occupy ter drugih družbenih težav.

#### Dionizovo delo(Labour of Dyonisius: a Critique of the State Form, 1994)
V tej knjigi sta se Hardt in Negri ukvarjala z vprašanjem, kako je možno, da je delo s svojim potencialom, da izboljša življenja, postalo orodje kapitalistične discipline eksploatacije in dominacije v moderni družbi. Avtorja razkrijeta ta paradoks skozi sistematično analizo vloge dela v procesih kapitalistične produkcije in v ustanovah kapitalističnih legalnih in socialnih institucij. Kritika liberalnih in socialističnih usmeritev dela institucionalnih reform iz radikalne demokratične perspektive je pokazala kompetentnost Hardta in Negrija, ki z delom, ki sta ga napisala, družbi predstavita izziv.

#### Uporništvo(Insurgencies: Constituent Power and the Modern State, 1999)
To knjigo je Antonio Negri napisal sam in je v njej raziskoval dramo modernih revolucij – od Savonarolovih Firenc in Cromwellove Anglije do ameriške, francoske in ruske revolucije. V ospredje je postavil temo kvalitete in pomembnosti moči in aktivizma, ki jih moramo, če želimo doseči radikalno demokratično prihodnost, razumeti.

#### Imperij(Empire, 2000)
V splošnem knjiga opisuje teorijo prehoda iz modernega fenomena imperializma, ki se osredotoča na individualne narodne države, v novonastali postmoderni sistem. Ta sistem naj bi bil razdeljen med vladarskimi močmi, kar avtorja imenujeta Imperij.
V delu Imperij sta razvila vrsto različnih idej na temo ustave, globalne vojne in razredov. Imperij sestoji iz monarhije (ZDA in G8 in pa mednarodnih organizacij kot na primer: NATO, Mednarodni denarni sklad in Svetovna trgovinska organizacija), oligarhije (multinacionalnih korporacij) in demokracije (številne nevladne organizacije in Organizacija združenih narodov). Imperij obvladuje celoten svet, vendar ekonomska neenakost še vedno obstaja in s tem, da so vse identitete izbrisane in zamenjane z univerzalnimi, identiteta revščine obstoji.

#### Multituda(Multitude: War and Democracy in the Age of Empire, 2004)
Multitude naslavlja iste težave in nadaljuje idejo Imperija. Da je izvedba le-tega mogoča sta Hardt in Negri mnenja, da je potrebno analizirati trenutno konfiguracijo vojne. Ta analiza je izvedena v prvem poglavju, medtem ko se avtorja v drugem in tretjem poglavju ukvarjata z množičnostjo in demokracijo. Multitude je po mnenju avtorjev filozofska knjiga, katere glavni cilj je oblikovanje konceptualnih podlag za politični proces demokratizacije in ne odgovor na vprašanje, kaj narediti, oziroma program za konkretna dejanja za uvajanje sprememb.

#### Skupno(Commonwealth, 2009)
V tej knjigi sta avtorja predstavila koncept republike lastnine. Glavni motiv je ideja lastnine in ščitenje lastnine, kar ostaja temelj vsake moderne politične ureditve. V drugem delu knjige se avtorja ukvarjata z odnosom med modernostjo in antimodernostjo ter predlagata novo smer - altermodernosti. Ta se razlikuje od moderne nadvlade in antimodernega upora. V prehodu iz antimodernosti v altermodernost se tradicija in identiteta spremenita in prav tako upor prevzame nov pomen, saj je sedaj posvečen alternativni ustavi. 
Negri in Hardt sta po izdaji knjige izjavila, da sta poskušala definirati koncept singularnosti v kontrastu s figuro individualizma po eni strani in oblik identitete po drugi strani - s fokusom na več različnih stališč odnosa med individualnostjo in množičnostjo.

#### Gibanja Occupy inDeklaracija(Declaration, 2012)
Maja 2012 je Negri kot samozaložnik izdal elektronsko brošuro na temo gibanj Occupy v letih 2011 in 2012, v kateri trdi, da so gibanja odprla nove oblike neposredne demokracije. Uvod v delo je bil objavljen tudi v reviji Jacobin pod naslovom Take up the baton. Prav tako je na to temo objavil članek skupaj s Hardtom v ameriški reviji Foreign Affairs, kjer je izjavil, da skvoterstvo ljudi na spodnjem Manhattanu govori o neuspehu predstavniške demokracije.

### Prevodi v slovenščino
Nekatera izmed Negrijevih del so bila prevedena tudi v slovenščino.

Leta 1984 sta priročnik La teoria capitalista dello stato; Il dominio e il sabotaggio; Marx oltre Marx (Delavci in država ; Gospostvo in sabotaža ; Marx onkraj Marxa) prevedla Ervin Hladnik in Tomaž Mastnak.

Leta 2003 je sledil prevod knjige Empire (Imperij) Barbare Beznec.

Leta 2005 so knjigo Multitude: war and democracy in the age of empire (Multituda : vojna in demokracija v času imperija) prevedli Barbara Beznec, Andrej Kurnik, Mirsad Begić, Urban Suša, Ana Kralj in Leon Megušar.

Leta 2010 so knjigo Commonwealth (Skupno : onkraj privatnega in javnega) v slovenščino prevedli Mirsad Begić, Ana Kralj, Andrej Kurnik, Leon Megušar, Polona Mozetič, Sara Pistotnik in Urban Suša.

Literatura v slovenščini:

Hardt, Michael in Negri, Antonio, Skupno : onkraj privatnega in javnega, 2010

Hardt, Michael in Negri, Antonio, Multituda : vojna in demokracija v času imperija, 2005

Negri, Antonio in Hardt, Michael, Imperij, 2003

Članki:

Negri, Antonio, Metamorfoze : umetnost in nematerialno delo = Metamorphoses : art and immmaterial labour, 2011

Negri, Antonio, Spinozina antimodernost, 2008

Negri, Antonio in Hardt, Michael, Bartlebyjevo zavračanje, 2004

Negri, Antonio, Delavca v intelektualno silo! : Antonio Negri, filozof, 2006

Negri, Antonio, Govor na javni predstavitvi slovenskega prevoda Imperija z naslovom Protiimperij : Fakulteta za družbene vede, 19. september 2003, 2004

Negri, Antonio, Kleines Deutschland bi znala postati grosses Deutschland : Toni Negri, filozof in politolog, soavtor Imperija, 2003

Hardt, Michael in Negri, Antonio, Imperij - nova globalizacijska ureditev, 2002

Negri, Toni, Srečanje s Tonijem Negrijem, 2000

Intervju:

Dufourmantelle, Anne in Negri, Antonio, Vrnitev : biopolitični besednjak : pogovori z Anne Dufourmantelle, 2005